# L'Écho du Sud
L'Écho du Sud is een in 1929 door Louis Cambrézy opgericht Frans dagblad. De hoofdzetel bevindt zich te Fianarantsoa.
Op 13 april 1929 richtte Louis Cambrézy, een Franse industrieel, de krant L'Écho du Sud: organe des intérêts généraux du Sud de Madagascar op, in Fianarantsoa. Het doel was om een krant actief te houden na de verdwijning een jaar eerder van La Voix du Sud, een andere krant opgericht in Fianarantsoa door Jules Thibier.
Dankzij deze krant werd Louis Cambrézy in 1935 benoemd tot Ridder in het Legioen van Eer door Louis Rollin, destijds minister van de Koloniën.

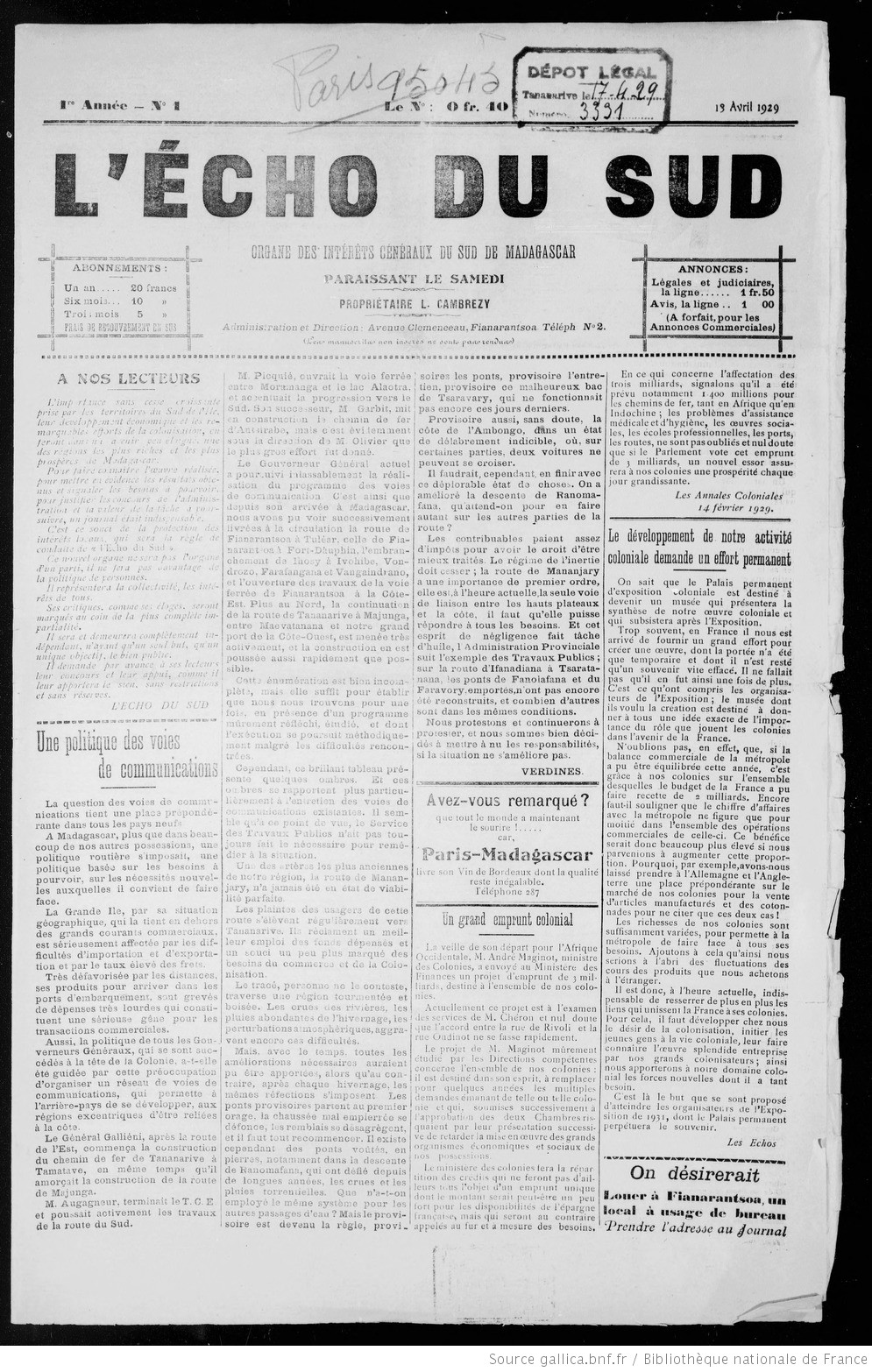
L'Écho du Sud